# La Reverte
María Salomé Rodríguez Tripiana (Senés, Almería, 28 de agosto de 1878 – Vilches, Jaén, junio de 1945), también conocida como La Reverte, fue una mujer torera que adquirió cierta relevancia a principios del siglo XX al presentarse como hombre con el sobrenombre de "Agustín Rodríguez".

## Biografía
Nació en el pueblo de Senés, Almería, el año 1878, y desde joven destacó por su gran fuerza y poca delicadeza, por lo que se ganó desde muy joven el apelativo de "La marimacho". Inspirada por las hazañas de Las Noyas decidió dedicarse al mundo del toro como matadora. Otras fuentes difieren del lugar de nacimiento, señalando a la localidad de Navas de San Juan  -Jaén-,como la localidad en dónde nace . Los archivos parroquiales y  municipales fueron destruidos en la Guerra Civil, razón por la que no ha podido verificarse con exactitud, sin embargo si que los cronistas coinciden en que trabajó junto a sus padres, -haciendo idénticas tareas que un hombre" en las minas de La Carolina y Arquillos (provincia de Jaén), hasta quedar deslumbrada viendo actuar  en la plaza de su pueblo a la torera Dolores Sánchez "La Farragosa" (Guillena, Sevilla, 1886), decidiendo entonces con acelerado aprendizaje iniciar la carrera novilleril  a las órdenes de un banderillero cordobés . 
El apodo de "la Reverte" lo toma del matador de toros Antonio Reverte,  inventor de la suerte la  "revertina" y el "teléfono" y de gran popularidad incluso en las coplillas de la época.
En fecha desconocida pero del año 1888 debutó de la mano de los entonces novilleros emergentes Machaquito y Lagartijo Chico haciéndose un nombre en las plazas de Zaragoza, Madrid, Granada, Valencia, Murcia, o el coso de Lisboa (La Joseilla y la Pepita) donde gozó de gran cartel.
En el año 1900 aparece lidiando novillos en Bilbao en un festejo de mujeres en el que alternó con La Guerrita. El éxito que cosechó en ese festejo la llevó a Madrid, donde tuvo una de sus tardes triunfales y, por consiguiente, bastante presencia en los carteles de ese año (llegando incluso a alternar con novilleros de la talla de Lagartijo o Machaquito) y buena crítica en la prensa del momento. En enero de 1899 el crítico taurino del El Enano comentaba: "La Reverte estuvo valiente, pero yo no estoy por el feminismo en el toreo". La Correspondencia de España añadía: en noviembre de 1900: "Es muy valiente y muy morena, capea, banderillea, mata y salta la barrera como un hombre. Tiene mucha decisión, pero nada más".
  

Cuando ya llevaba más de doce temporadas y más de quinientas reses bravas estoqueadas su suerte cambió, en 1908, año en el que se estableció la prohibición a las mujeres de torear de a pie impuesta por Juan de la Cierva, estaba anunciada en la plaza madrileña de Tetuán de las Victorias, pero por orden gubernativa la corrida fue suspendida por contar con participación femenina. El telegrama dirigido por Juan de la Cierva, Ministro de Gobernación, a los Gobernadores Civiles decía: 
La opinión pública ha protestado en varias ocasiones contra la práctica que va introduciéndose en las plazas de toros de que algunas mujeres tomen parte en la lidia de reses bravas (..). E hecho en sí constituye un espectáculo impropio y tan opuesto a la cultura y todo sentimiento delicado (...) Dispongo que en lo sucesivo no autorice función alguna de toros en que estos hayan de ser lidiados por mujeres". 
La censura  indignó de tal manera la famosa matadora que se lanzó a pelear en los tribunales su derecho a seguir ejerciendo su profesión: <Que el Señor De la Cierva me dé me una credencial de hombre y yo seguiré toreando como puedan hacerlo los hombres, pues soy tan capaz como el que más> insistió Salomé. La Reverte presentó un recurso contencioso-administrativo contra la Real Orden, sin que el mismo fuese estimado.  Ante ello, decidió anunciarse como hombre con el nombre de Agustín Rodríguez, nombre con el que decía haber sido bautizada,  pero esta vez sin el gran atractivo que despertaba como mujer.
Con el paso del tiempo su fama comenzó a desvanecerse; volvió a torear como mujer una vez se levantó la prohibición de Juan de la Cierva en los años de la República sin demasiado éxito.En 1962,  ABC recordaba -el más singular y extraordinario personaje que ha pisado los ruedos españoles-, y  publicaba un artículo a través de su cronista Francisco Rodríguez Batllori: "su vida carituresca y absurda, tuvo cierto aire de leyenda y ha pasado a la historia del toreo como algo extraordinario e inaudito". Sus afanes por torear más y mejor fueron inútiles, puesto que las deficiencias que el público había tolerado a María Salomé no eran, en  cambio, perdonadas a Agustín Rodríguez (...).
Murió trabajando como guardesa en una finca de Vilches en el año 1945, "siempre vestida de hombre, con pantalón, zahones y faja, y escopeta en mano". Existe cierta controversia en relación con el verdadero sexo de La Reverte, ya que algunas fuentes la señalan como una simple ursurpadora que cambió de sexo para esquivar la prohibición y otras creen que se trataba de un caso de transexualidad, e incluso de intersexualidad.